# Action Stations
Action Stations est un jeu vidéo de type wargame conçu par Alan Zimm et publié par RAW Entertainment aux États-Unis sur Amiga et IBM PC en 1989. Le jeu simule, à l’échelle tactique, des combats navals se déroulant entre 1922 et 1945 dans l’océan Pacifique, l’océan Atlantique et la mer Méditerranée. Le jeu propose 30 scénarios prédéfinis ainsi qu’un générateur de scénarios aléatoires. Il propose différents types de missions, incluant le combat, l’escorte d’un convoi ou la recherche d’un sous-marin. Le programme contient plus de 180 navires différents et 69 types d’armes,,.

## Accueil
| Action Stations          |      |       |
| Média                    | Pays | Notes |
| Amiga Format             | GB   | 70 %  |
| Amiga User International | GB   | 46 %  |
| Joystick                 | FR   | 70 %  |
| Zzap!64                  | GB   | 81 %  |